# Dagur Sigurðsson
Dagur Sigurðsson (Reykjavík, 3 aprile 1973) è un allenatore di pallamano ed ex pallamanista islandese, commissario tecnico della Croazia.

## Carriera

### Allenatore
Il 29 febbraio 2024 viene ufficializzato come nuovo commissario tecnico della nazionale croata, in sostituzione di Goran Perkovac.
Al Mondiale del 2025 conduce la nazionale croata alla medaglia d'argento, dopo aver affrontato la Danimarca in finale (26-32).

## Palmarès

### Giocatore

#### Club
- Campionato islandese di pallamano maschile: 5

Valur: 1990-91, 1992-93, 1993-94, 1994-95, 1995-96
- Coppa d'Islanda: 1

Valur: 1992-93
- Campionato austriaco di pallamano maschile: 4

Bregenz: 2003-04, 2004-05, 2005-06, 2006-07
- ÖHB-Cup di pallamano maschile: 2

Bregenz: 2002-03, 2005-06.

### Allenatore

#### Club
- Coppa di Germania: 1

Füchse Berlino: 2013-14
- EHF Cup: 1

Füchse Berlino: 2014-15

#### Nazionale
- Olimpiadi
  - : Rio de Janeiro 2016

- Mondiali
  - : Croazia/Danimarca/Norvegia 2025

- Europei
  - : Polonia 2016

- Campionati asiatici
  - : Bahrain 2024
  - : Kuwait 2020